# Nat Lofthouse
Nathaniel "Nat" Lofthouse, OBE, född 27 augusti 1925, död 15 januari 2011, var en engelsk fotbollsspelare som under hela sin karriär spelade i Bolton Wanderers. Han spelade 33 landskamper för England och gjorde 30, vilket ger honom ett av de bästa målsnitten i det engelska landslaget någonsin.

## Karriär

### Klubblag
Nat Lofthouse kom till Bolton Wanderers 1939, men det dröjde ända till 31 augusti 1946 innan han gjorde sin ligadebut, då han gjorde två mål i 4-3-förlusten mot Chelsea.
Den 24 september 1952 gjorde Lofthouse sex mål i en match mellan Engelska ligan och den Irländska ligan.
1953 blev Nat Lofthouse utsedd till Årets fotbollsspelare i England av journalisterna. Samma år gick Bolton till final i FA-cupen där Lofthouse gav Bolton ledningen redan i den andra minuten, men Blackpool vände underläge till seger efter att först Stan Mortensen gjort 3-3 och Bill Perry avgjorde på övertid till 4-3.
Säsongen 1955/56 vann Nat Lofthouse skytteligan med 33 gjorda mål.
1958 var Bolton återigen i finalen av FA-cupen. Manchester United, som två månader tidigare var med om flygolyckan i München, stod för motståndet. Bolton vann matchen med 2-0, efter två mål av Nat Lofthouse.

### Landslag
Lofthouse gjorde debut för Englands landslag 22 november 1950 när England spelade 2-2 mot Jugoslavien på Highbury. I maj 1952 fick han smeknamnet "Lejonet i Wien" efter att ha gjort sitt andra mål i Englands 3-2-seger mot Österrike.
Under VM 1954 gjorde Lofthouse två mål i matchen mot Belgien som slutade 4-4. Han gjorde även ett av Englands mål när laget åkte ut i kvartsfinalen mot Uruguay med 4-2.
Den 26 november 1958 gjorde Lofthouse sin sista landskamp när England mötte Wales.

## Meriter
- FA-cupen: 1958